# روسنغ (جزين)
روسنغ (بالفارسية: روسنگ) هي قرية تقع في إيران في قسم جزين الريفي. يقدر عدد سكانها بـ 15 نسمة .